# Piona michiganensis
Piona michiganensis är en kvalsterart som beskrevs av Cook 1960. Piona michiganensis ingår i släktet Piona och familjen Pionidae. Inga underarter finns listade i Catalogue of Life.